# Casa El Capricho
Casa El Capricho je letní vila ve španělském městečku Comillas v provincii Kantábrie ve Španělsku. Stavbu navrhl a postavil architekt Antoni Gaudí v letech 1883–1885 pro Dona Máxima Díaze de Quijano. Stylově se jedná o spojení středověkých a orientálních stylů. Je zde jistá podoba s domem Casa Vicens (1883-1888). V případě této stavby Gaudí zcela výjimečně nedohlížel na stavbu osobně, ale pověřil vedením stavby svého přítele Cristòfora Cascante i Colom.
Dům je zapsán v katalogu moderní architektury mezinárodní organizace Iconic Houses, která sdružuje mimořádná díla světových architektů, architektonicky významné domy, domy umělců a ateliéry z 20. století přístupné veřejnosti jako domovní muzea.

## Popis
Dům stojí na nevelikém pozemku. Aby stál „na svahu“, byl pozemek úmyslně nasypán.
Centrálním prostorem budovy je salon, který má výšku dvou podlaží. V přízemí jsou především servisní prostory a místnosti pro služebnictvo. V patře nad nimi jsou společenské místnosti a ložnice pro hosty.
Průčelí domu jsou vodorovně rozdělena střídáním devíti vrstev cihel a jednou vrstvou keramických dlaždic s motivem slunečnicových květů. Výrazné jsou nárožní balkony, které mají zábradlí z ocelových tyčí s lenoškami a stříšky ze stejného materiálu.
Nad vstupem do domu stojí na čtyřech sloupech věž v podobě minaretu. Zábradlí obou ochozů je stejně, jako balkony ozdobeno zábradlím z masivního železa.
Relativně strmá střecha je konstruována s ohledem na místní klimatické podmínky s vyššími srážkami, než je ve Španělsku obvyklé.